# Adul Seidi
Gilberto Adul Seidi (sinh ngày 20 tháng 11 năm 1992) là một cầu thủ bóng đá người Guiné-Bissau thi đấu cho đội bóng Bồ Đào Nha Sporting Covilhã theo dạng cho mượn từ Marítimo, ở vị trí tiền đạo trung tâm.

## Sự nghiệp
Sinh ra ở Bissau, Seidi thi đấu cho các câu lạc bộ ở Tây Ban Nha, Bồ Đào Nha và Síp gồm Alcobendas Sport, Serzedelo, Fafe, Vianense, União de Leiria, ASIL Lysi, Gondomar và Benfica e Castelo Branco. Vào ngày 11 tháng 1 năm 2017, Seidi ký hợp đồng cho Marítimo đến tháng 7 năm 2020.
Anh ra mắt quốc tế cho Đội tuyển bóng đá quốc gia Guiné-Bissau năm 2014.